# 李祖牧
李祖牧（511年—569年8月2日），《北齐书》作李祖收，字翁伯，赵郡平棘人，北齐官员。祖父尚书令、仪同、文靖公李宪，父主簿君李希远。夫人宋灵媛、第三子李君颖。
初为开府参军事，转司徒府墨曹参军，除襄威将军，转太尉府外兵参军，袭爵濮阳伯，加宣威将军，又转任司徒府中兵参军事。历任太子洗马、彭城太守。依例降伯，为始平子，除冠军将军、卫将军。后授太尉府谘议参军事。天统五年七月五日，李祖牧在邺城宣化之里舍去世，时年五十九岁。诏赠使持节、都督赵州诸军事、卫大将军、赵州刺史、大鸿胪卿。